# Corriverton
Corriverton – najbardziej wysunięte na wschód miasto w Gujanie. Położone przy ujściu rzeki Courantyne, naprzeciwko surinamskiego miasta Nieuw Nickerie. Liczba mieszkańców według spisu z 2008 roku wynosi 11 883 osób – czwarte co do wielkości miasto kraju. Corriverton posiada liczną społeczność muzułmańską. W mieście znajdują się dwa duże meczety.